# Gallia Viennense
La Gallia Viennense (in latino: Gallia Viennensis) è una provincia romana della tarda antichità. Aveva come capoluogo Vienne. 

## Storia
Fu istituita nel IV secolo, sotto la tetrarchia, quando la Gallia Narbonense fu divisa in Viennense e Narbonense I e II, tutte facenti capo alla prefettura del pretorio dei Galli. La Gallia Viennense comprendeva gli Allobrogi, i Segovellauni, gli Elvi, i Tricastini, i Voconzi e i Cavari.
Nel V secolo fu ulteriormente divisa in Gallia Viennense I, con capoluogo Vienne, e Gallia Viennense II, con capoluogo Arles.